# Fabíola Gadelha
Fabíola Gadelha de Alencar (Manaus, 20 de dezembro de 1979) é uma jornalista brasileira.

## Carreira
Fabíola iniciou suas atividades na área jornalística no programa Ponto Crítico e Alô Amazonas, na TV A Crítica, então afiliada da Rede Record, em Manaus. Ela ocupou, inicialmente, o cargo de repórter, e passou a apresentar o programa em algumas ocasiões. A jornalista se destacou principalmente na área de jornalismo policial, ficando conhecida por entrevistar diversos criminosos, no momento em que eles eram presos, assim como fazia cobertura jornalística de diversos assaltos, tiroteios e sequestros ao vivo. Por desagradar os criminosos da região de Manaus com as suas reportagens, Fabíola passou então a receber ameaças de morte, na qual então passou a andar com carro descaraterizado e a ser acompanhada por seguranças armados. Em maio de 2013, Fabíola afirmou ao Portal A Crítica que apesar dos cuidados que estava tomando, as ameaças de morte não a intimidam e que vai continuar fazendo o seu trabalho.
Em 2013, Fabíola passou a contribuir com informações e reportagens para o programa jornalístico Cidade Alerta que é exibido pela Rede Record.  Em janeiro de 2014, Fabíola foi convidada pela emissora para apresentar o programa jornalístico Cidade Alerta, no qual então neste período  o jornalista Marcelo Rezende, se encontrava de férias. Fabíola acabou aceitando o convite e rumando para a cidade de São Paulo. Quando o jornalista Marcelo Rezende voltou do período de férias (em fevereiro de 2014), foi anunciado que Fabíola foi contratada pela RecordTV São Paulo (matriz) e continuaria apresentando o programa jornalístico Cidade Alerta aos sábados e nas ausências do Marcelo Rezende.
Em maio de 2014, o jornalista Luiz Bacci apresentava então o programa jornalístico Balanço Geral SP na edição da tarde, quando decidiu então rescindir o seu contrato com a Rede Record. Luiz Bacci tinha então aceito o convite da Rede Bandeirantes, para ir para a emissora, onde então apresentaria um programa de auditório diário. Em junho de 2014, o jornalista Luiz Bacci convidou Fabíola para fazer parte do elenco do programa de auditório, que ele então apresentaria na tela da Rede Bandeirantes, após o término da Copa do Mundo FIFA de 2014. Em agosto de 2014, Luiz Bacci estreou o seu programa de auditório na Rede Bandeirantes, que foi batizado de Tá na Tela. No entanto, Fabíola preferiu não se aventurar em ir para a Rede Bandeirantes e continuar assim o seu vínculo empregatício com a Rede Record. Logo Fabíola foi recompensada com a renovação do seu contrato com a emissora, em agosto de 2014, na qual o seu salário foi quadruplicado. Em outubro de 2014, Fabíola assumiu a apresentação do programa jornalístico Balanço Geral SP na edição da manhã. No dia 25 de março de 2015, a diretoria da Rede Bandeirantes procurou o jornalista Luiz Bacci para propor a rescisão do seu contrato de vínculo empregatício, que tinha sido assinado dez meses antes. Luiz Bacci tinha então mais 32 meses de contrato para cumprir com a Rede Bandeirantes e assim com a decisão de rescindir o contrato por parte da diretoria da emissora, ela teria que arcar então com o pagamento de uma multa contratual ao jornalista.  Em poucos dias o jornalista Luiz Bacci acabou acertando com a Rede Bandeirantes a rescisão do seu contrato com a emissora, assim como o valor da multa contratual que ele iria receber por parte da emissora. No dia 31 de março de 2015, o jornalista Luiz Bacci acertou com a Rede Record a sua recontratação, onde ele teve que pagar uma multa a emissora pelo rompimento do contrato ocorrido em maio de 2014. A recontratação do jornalista Luiz Bacci  pela Rede Record se deu para ele então apresentar o programa jornalístico Balanço Geral SP na edição da manhã. Assim, com a recontratação de Luiz Bacci pela Rede Record, fez com que Fabíola perdesse espaço na emissora, pois ela perdeu para Luiz Bacci a apresentação de dois programas jornalísticos ( Balanço Geral SP na edição da manhã e Cidade Alerta aos sábados).
No começo do mês de setembro de 2015, Fabíola apareceu como convidada especial em um episódio do programa Gugu, apresentado então por Gugu Liberato, que era então exibido pela Rede Record. Fabíola tinha então se afastado da TV  por um tempo para fazer uma dieta rigorosa e duas cirurgias estética (mamoplastia e lipoaspiração). . Então no palco no programa do Gugu, Fabíola apareceu 25 kg mais magra e deu uma entrevista para o apresentador Gugu Liberato, dizendo que teve que se livrar dos "quilinhos a mais" por motivo de saúde, devido à recomendação médica.  Depois de Fabíola aparecer no programa Gugu, ela foi escalada para apresentar o programa jornalístico Cidade Alerta no sábado (dia 5 de setembro de 2015).
Em fevereiro de 2017, Fabíola foi confirmada com uma das participantes da primeira temporada do talent show Dancing Brasil que é exibido pela RecordTV.  Fabíola acabou ficando em 8.º lugar na competição.
Em fevereiro de 2019, Fabíola ao lado da jornalista Fabíola Reipert estreou um quadro chamado "As Fabíolas", dentro do programa Domingo Espetacular que é exibido pela RecordTV.                                                              .
Em março de 2019, Fabíola participou de um episódio da primeira temporada do reality showTroca de Esposas que é exibido pela RecordTV. Fabíola participou então neste episódio do reality show com a artista circense Virgínia Iranzi. Neste episódio do reality show a artista circense Virgínia Iranzi foi para a residência de Fabíola, localizada no bairro nobre de Alphaville, na cidade de Barueri (que faz parte da Região Metropolitana de São Paulo), na qual então conviveu com a família de Fabíola. Virgínia Iranzi viveu alguns dias na confortável residência de Fabíola, que conta com uma empregada que a auxilia nos afazeres domésticos. Em contrapartida, Fabíola foi então para a residência da artista circense Virgínia Iranzi, localizada na cidade de João Pessoa, na qual conviveu com os familiares de Vírginia que também são artistas de circo.
No dia 14 de maio de 2019, Fabíola se despediu da RecordTV São Paulo, para voltar para a sua cidade natal (Manaus), na qual ela tinha sido escalada para ser a grande estrela da RecordTV Manaus, que é afiliada da RecordTV. Fabíola acabou perdendo espaço e o prestígio na RecordTV São Paulo (matriz), a partir de abril de 2015, quando então a Rede Record, recontratou o jornalista Luiz Bacci (após a sua curta passagem pela Rede Bandeirantes), na qual ele acabou então assumindo a apresentação de programas jornalísticos como o Balanço Geral SP na edição da manhã (que antes era apresentado por Fabíola). No dia 17 de junho de 2019, Fabíola então estreou como apresentadora do programa jornalístico Balanço Geral Manaus que é exibido pela RecordTV Manaus. No entanto a passagem de Fabíola pela RecordTV Manaus, a frente do programa jornalístico Balanço Geral Manaus, durou poucos meses, na qual ela deixou a atração televisiva no começo do mês de novembro de 2019. Fabíola estava sendo ameaçada de morte por parte de criminosos da região de Manaus, na qual ela só andava em carro blindado, escoltada por policiais militares e trocava de hotel com frequência, para despistar os inimigos. Assim Fabíola pegou um vôo para a cidade de São Paulo no dia 1.º de novembro de 2019 e não retornou mais para Manaus.
Em janeiro de 2021, Fabíola ingressou no elenco do programa de auditório A Noite é Nossa como repórter da atração televisiva. O programa A Noite é Nossa é comandado pelo apresentador Geraldo Luís que é exibido pela RecordTV, na qual a atração televisiva tem como inspiração os programas clássicos de auditório como o Clube do Bolinha, o Viva a Noite, o Cassino do Chacrinha e o Programa Silvio Santos.

## Vida pessoal
Entre 1998 e 2007, Fabíola foi casada com um jornalista amazonense, no qual o então casal teve dois filhos: Adrian (nascido no ano 2000) e Adriel (nascido no ano de 2002). Entre 2010 e 2016, no qual então Pedro Paulo chegou a acompanhá-la em programas da RecordTV, como o programa Gugu e o The Love School.  Depois de separar do seu segundo marido (o empresário Pedro Paulo), Fabíola resolveu procurar um novo namorado, na qual então aceitou em participar, em agosto de 2016, do Vai dar Namoro? que é um quadro do programa Hora do Faro apresentado por Rodrigo Faro e que é exibido pela RecordTV. Logo o programa Hora do Faro abriu inscrições em seu site oficial, para rapazes interessados, em ser o novo namorado de Fabíola Gadelha. O site oficial do programa Hora do Faro recebeu muitas inscrições, na qual então a produção do programa acabou selecionando nove rapazes. No final do mês de agosto de 2016, Fabíola e os nove pretendentes selecionados foram ao palco do programa Hora do Faro, participar do quadro Vai dar Namoro?, na qual então Fabíola escolheu um pretendente para ser o seu novo amor, chegando a tascar- lhe um beijo na boca no palco do programa. . No dia 12 de junho de 2018 (Dia dos Namorados), Fabíola se casou novamente no civil, desta vez com o cirurgião dentista Bruno Amaral, no qual o casal reafirmou a união matrimonial no dia 25 de julho de 2018, em uma cerimônia religiosa.

## Filmografia

### Televisão
| Ano     | Título               | Cargo          | Notas                              |
| ------- | -------------------- | -------------- | ---------------------------------- |
| 2002–05 | Ponto Crítico        | Repórter       |                                    |
| 2005–12 | Alô Amazonas         | Repórter       |                                    |
| 2013–16 | Cidade Alerta        | Repórter       |                                    |
| 2014–15 | Balanço Geral Manhã  | Apresentadora  |                                    |
| 2017    | Dancing Brasil       | Participante   | Temporada 1                        |
| 2017–22 | Domingo Espetacular  | Repórter       |                                    |
| 2019    | Troca de Esposas     | Participante   | Episódio: "28 de abril"            |
| 2019    | Balanço Geral Manaus | Apresentadora  |                                    |
| 2020    | Hora do Faro         | Entrevistadora | Quadro: "A Fazenda: Última Chance" |
| 2020–22 | Balanço Geral        | Repórter       |                                    |

## Premiações
| Ano  | Organização  | Recipiente(s) | Categoria               | Resultado |
| ---- | ------------ | ------------- | ----------------------- | --------- |
| 2022 | Prêmio iBest | Ela mesma     | Influenciadora Amazonas | TOP3      |